# Colonia Valtelina
Colonia Valtelina é uma comuna da província de Córdoba, na Argentina.